# Anamixis linsleyi
Anamixis linsleyi är en kräftdjursart som beskrevs av J. L. Barnard 1955. Anamixis linsleyi ingår i släktet Anamixis och familjen Leucothoidae. Inga underarter finns listade i Catalogue of Life.